# Verbano-Cusio-Ossola megye
Verbano-Cusio-Ossola megye (olaszul: Provincia del Verbano-Cusio-Ossola, piemontiul: Provincia dël Verban-Cusi-Òssola) Piemont régió egyik megyéje, amelyet 1992-ben hoztak létre. Székhelye Verbania. Északon és keleten Svájccal, keleten Lombardiával, délen Novara megyével és Vercelli megyével határos.

## Földrajz
A megye területe gyakorlatilag teljesen hegyes és dombos, síkságot csak a Toce folyó mentén találunk. A tengerszint feletti magasság 193 és 4634 méter (Monte Rosa) között változik. A megye területén fekszik a Lago Maggiore piemonti partjainak nagy része Belgiratetól a svájci határig, valamint a Lago d’Orta északi része. Legfontosabb folyója a Toce.

## Fordítás
- Ez a szócikk részben vagy egészben  a   Provincia del Verbano-Cusio-Ossola című olasz Wikipédia-szócikk fordításán alapul.  Az eredeti cikk szerkesztőit annak laptörténete sorolja fel. Ez a jelzés csupán a megfogalmazás eredetét és a szerzői jogokat jelzi, nem szolgál a cikkben szereplő információk forrásmegjelöléseként.